# NGC 2092
NGC 2092 (другое обозначение — ESO 57-SC22) — рассеянное скопление в созвездии Золотой Рыбы, расположенное в Большом Магеллановом Облаке. Открыто Джоном Гершелем между 1834 и 1836 годами. Фотометрические показатели скопления указывают на его возраст около 4 миллионов лет, в то время как спектральные — на возраст в 10 миллиардов лет. Скорее всего, это различие объясняется тем, что скопление находится в комплексе звездообразования и его показатели искажены наличием красных сверхгигантов поблизости — таким образом, обе оценки возраста, скорее всего, являются ошибочными.
Этот объект входит в число перечисленных в оригинальной редакции «Нового общего каталога».